# La Mort en sursis (film, 2012)
Pour les articles homonymes, voir La Mort en sursis.
La Mort en sursis (Tomorrow You're Gone, anciennement nommé Boot Tracks) est un film américain réalisé par David Jacobson en 2011 et sorti en 2012. 

## Synopsis
Charlie Rankin est récemment sorti de prison et cherche à se venger d'un de ses codétenus, William "Le Bouddha" Pettigrew. En chemin, il rencontre l'impétueuse Florence Jane avec qui il s'embarque pour un road-trip à la recherche d'une rédemption.

## Fiche technique
- Titre original : Tomorrow You're Gone
- Titre français : La Mort en sursis
- Réalisation : David Jacobson
- Scénario : Matthew F. Jones
- Décors : Jennifer Klide
- Costumes : Carol Beadle
- Photographie : Michael Fimognari
- Montage : Stan Salfas
- Casting : Shannon Makhanian
- Dates de sortie : 
  -  Royaume-Uni : 31 octobre 2012[2]
  -  France : 27 mars 2013 (sorti directement en DVD[3] et Blu-ray[4])

## Distribution
- Stephen Dorff (V. F. : Gilles Morvan) : Charlie Rankin
- Michelle Monaghan (V. F. : Victoria Grosbois) : Florence Jane
- Willem Dafoe (V. F. : Patrick Floersheim) : le Buddha
- Tara Buck : la blonde
- Robert LaSardo : Ornay Corale
- Kerry Rossall : Chaney